# Scarlat Kallimachis
Scarlat Kallimachis, Skarlatos Kallimahis en grec (Σκαρλάτος Καλλιμάχης) ou Scarlat Calimachi en roumain, né et mort à Constantinople (1773-exécuté le 25 octobre 1821) est un prince Phanariote qui, après avoir été au service de l'Empire ottoman, devient Hospodar de Moldavie avec des interruptions de 1806 à 1819 et titulaire de jure du trône de Valachie en 1821. La monarchie est élective dans les principautés roumaines de Moldavie et de Valachie. Le souverain (voïvode, hospodar ou domnitor selon les époques et les sources) est élu par (et souvent parmi) les boyards, puis agréé par les Ottomans : pour être nommé, régner et se maintenir, il s'appuie sur les partis de boyards et fréquemment sur les puissances voisines, habsbourgeoise, russe et surtout turque, car jusqu'en 1859 les deux principautés sont vassales et tributaires de la « Sublime Porte ».

## Origine
Son père Alexandre Kallimachis est déjà hospodar des principautés roumaines et sa mère est la princesse Elena Ghica. Comme son père avant lui et comme la plupart des phanariotes, Scarlat, francophone et francophile, commence par être Grand Drogman de la « Sublime Porte » de 1801 à 1806 avant d'être promu en août 1806 hospodar de Moldavie en remplacement du russophile Alexandre Moruzi, et grâce aux insistances d'Horace Sébastiani ambassadeur de France auprès du Sultan.

## Un règne troublé en Moldavie
À la suite des pressions russes, Scarlat Kallimachis est destitué par la Sublime Porte dès le 13 octobre 1806 au profit de son prédécesseur. Mettant à profit la faiblesse du Sultan, le tsar Alexandre Ier ordonne à ses troupes d'envahir les principautés roumaines. 
Entre décembre 1806 et mai 1812, la Moldavie demeure sous l’administration militaire russe. Le prince Alexandre Hangerli (mars-juillet 1807) puis Scarlat Kallimachis (juillet 1807-13 juin 1810) nommés par les turcs n’exercent aucune autorité réelle. 
Pendant leur occupation de la Moldavie, les troupes russes interviennent dans les affaires intérieures du pays qui est théoriquement dirigé  par des Caïmacans : Iordache Ruset-Roznovanu jusqu’en décembre 1806, puis le Métropolite de Moldavie Veniamin Costache (janvier 1807-juillet 1812). Entre décembre 1806 et juillet 1812, le tsar désigne plusieurs présidents de l'Assemblée des Boyards.  Le 17 février 1808, le Tsar nomme même un russe, le général Kouchnikov, président des deux assemblées de Moldavie et de Valachie. 
Le traité de Bucarest de 1812 entre l'Empire russe et l'Empire ottoman inaugure une partition durable de la Moldavie, toujours divisée aujourd'hui. Selon les termes de ce traité, le Boudjak ottoman et la moitié orientale de la Moldavie, à l'est du Prut furent cédés à l'Empire Russe qui en fait sa province de Bessarabie (actuellement la République de Moldavie pour sa majeure partie), comprenant 45,630 km2, avec 482 630 habitants, 5 citadelles (Hotin, Soroca, Orhei, Tighina et Cetatea-Alba), 4 ports (Reni, Izmaïl, Chilia et Cetatea-Alba), 17 villes și 695 villages, comme précisé dans les articles 4 et 5. Scarlat Kallimachis est alors réintégré comme vassal de l'Empire ottoman de août 1812 à juin 1819. C'est en vain que son prédécesseur Veniamin Costache, de sa retraite religieuse, proteste contre la perte de plus d'un tiers de la Moldavie, faisant valoir que si la Principauté est vassale de la « Sublime Porte », le traité de vassalité n'en garantissait pas moins les frontières moldaves. Mais l'habileté du négociateur du Tzar, l'émigré français Alexandre de Langeron, face au représentant ottoman, le prince Démètre Mourousi, permet à la Russie de passer outre. Pour n'avoir pas su prévoir l'attaque de Napoléon contre la Russie et retarder les négociations jusque-là pour limiter les pertes ottomanes, Démètre Mourousi finit décapité sur ordre du sultan Mahmoud II. Encore aujourd'hui, le 28 mai (date de la signature du traité) est un jour de deuil pour le mouvement unioniste moldo-roumain, à commémorer comme tel.

## Dernière année
En 1821, Scarlat Kallimachis est nommé prince de Valachie en remplacement d'Alexandre Șuțu mort en janvier. Il n'exerce cependant pas le pouvoir du fait du déclenchement de la révolution républicaine roumaine de Tudor Vladimirescu et revient au Phanar, mais il est exécuté à l'âge de 48 ans pour trahison, en même temps que d'autres phanariotes suspectés d'avoir favorisé la société secrète « Filikí Etería » ("Société des Amis") et l'indépendance grecque.

## Union et postérité
Scarlat Kallimachis épouse Smaranda Mavrogénis (1774-1842) dont: 
- Alexandre (1800-1879) prince de Samos de 1852 à 1854.

## Note
1. ↑  Le candidat au trône devait ensuite "amortir ses investissements" par sa part sur les taxes et impôts, verser en outre le tribut aux Ottomans, payer ses mercenaires et s'enrichir néanmoins. Pour cela, un règne d'un semestre au moins était nécessaire, mais la "concurrence" était rude, certains princes ne parvenaient pas à se maintenir assez longtemps sur le trône, et devaient ré-essayer. Cela explique le "jeu des chaises musicales" sur les trônes, la brièveté de beaucoup de règnes, les règnes interrompus et repris, et parfois les règnes à plusieurs (co-princes). Quant au gouvernement, il est assuré par les ministres et par le Sfat domnesc (conseil des boyards).
Concernant le tribut aux Turcs, la vassalité des principautés roumaines envers l'Empire ottoman ne signifie pas, comme le montrent par erreur beaucoup de cartes historiques, qu'elles soient devenues des provinces turques et des pays musulmans. Seuls quelques petits territoires moldaves et valaques sont devenus ottomans : en 1422 la Dobrogée au sud des bouches du Danube, en 1484 la Bessarabie alors dénommée Boudjak, au nord des bouches du Danube (ce nom ne désignait alors que les rives du Danube et de la mer Noire), en 1538 les rayas de Brăila alors dénommée Ibrahil et de Tighina alors dénommée Bender, et en 1713 la raya de Hotin. Le reste des principautés de Valachie et Moldavie (y compris la Moldavie entre Dniestr et Prut qui est appelée Bessarabie en 1812, lors de l'annexion russe) conservent leurs propres lois, leur religion orthodoxe, leurs boyards, princes, ministres, armées et autonomie politique (au point de se dresser plus d'une fois contre le Sultan ottoman). Les erreurs cartographiques et historiques sont dues à l'ignorance ou à des simplifications réductrices. Voir Gilles Veinstein et Mihnea Berindei : L'Empire ottoman et les pays roumains, EHESS, Paris, 1987.
2. ↑  Platforma civica "Actiunea 2012" sur , ,  et .